# Bataille de Thacia
- Mamma
- Mont Bourgaon
- Membresa
- Scalas Veteres
- Babosis et Zerboule
- Cillium (544)
- Thacia
- Sufétula (546)
- Marta
- Champs de Caton

Conquête musulmane du Maghreb
- Sufétula (647)
- Tahouda
- Mammès
- Carthage
- Oued Nini
- Tabarka

Grande révolte berbère
- Des nobles
- Bagdoura

La bataille de Thacia a lieu à l'automne 545, à Thacia (actuelle Bordj Messaoudi, en Tunisie). Les loyalistes byzantins menés par Jean fils de Sisiniolos affrontent le rebelle berbère Antalas et son allié Stotzas, un renégat byzantin. Lors de l'affrontement, les Byzantins, en infériorité numérique, sont vaincus et Jean est tué, mais pas avant d'avoir blessé mortellement Stotzas. La déroute byzantine déclenche une crise à Carthage.

## Contexte
Après la mort du gouverneur de Carthage, Solomon, dans la bataille de Cillium contre Antalas, son neveu Serge, qui avait infligé un traitement arrogant à la tribu des Laguatans et provoqué la rébellion des Berbères, est nommé gouverneur en Afrique. L'empereur Justinien envoie également le patrice Aréobindus pour partager le commandement avec Serge. Ces deux hommes étaient incompétents. Entre-temps, le chef des rebelles berbères Antalas unit ses forces à Stotzas, un soldat byzantin renégat qui avait mené une rébellion infructueuse contre la Carthage byzantine quelques années plus tôt.

## Bataille
En 545, Aréobindus envoie un général nommé Jean fils de Sisiniolos pour affronter les rebelles à Thacia. L'armée de Jean est considérablement moins nombreuse que les forces rebelles car Serge a refusé d'envoyer des renforts. Comme Jean et Stotzas sont des ennemis personnels de longue date, ils commencent par un duel fatal. D'après le récit de Procope de Césarée, les deux commandants sortent de leurs rangs et courent l'un contre l'autre. Stotzas s'avance encore, lorsque Jean lui envoie une flèche dans l'aine droite. Stotzas est gravement blessé mais respire encore. Après avoir placé leur chef défaillant au pied d'un arbre, les soldats berbères et byzantins de Stotzas lancent un assaut général contre Jean et sa troupe, et les mettent aisément en fuite. Le cheval de Jean s'abat dans une descente, et le jette par terre. Pendant qu'il tente de se remettre en selle, il est capturé par les rebelles, et tué. Jean l'Arménien, frère d'Artabanès, meurt aussi dans cette rencontre.

## Conséquences
Avec la défaite de Thacia, Justinien se rend compte que le double commandement de l’Afrique est néfaste. À l'automne 545, Serge est relevé et Aréobindus le remplace. Aréobindus est assassiné en mars 546 par le dux de Numidie Guntharic qui a pris ses fonctions. Guntharic est également assassiné deux mois plus tard.